# Fluorek baru
Fluorek baru, BaF2 – związek nieorganiczny, sól kwasu fluorowodorowego i baru.

## Właściwości
Fluorek baru jest ciałem stałym od barwy białej do bezbarwnej. Jest słabo rozpuszczalny w wodzie.

## Toksyczność
Substancja działa szkodliwie na drogi oddechowe oraz po połknięciu. Po spożyciu substancji występują mdłości, wymioty, biegunka oraz zawroty i bóle głowy. Wywołuje ona także podrażnienie błony śluzowej oraz ślinotok.
W wypadku długotrwałego narażenia na kontakt z fluorkiem baru występują osłabienie pracy serca oraz arytmia serca, wzrost ciśnienia krwi, zapaść krążenia i sztywność mięśni.

## Pierwsza pomoc
W wypadku połknięcia substancji należy podać choremu dużą ilość wody i spowodować wymioty.
Po kontakcie fluorku ze skórą lub z oczami należy go zmyć dużą ilością wody.
W każdym przypadku należy skonsultować się z lekarzem.

## Działanie na organizmy wodne
Fluorek baru działa toksycznie na organizmy wodne.